# Тортуга (Хаити)
Тортуга (фр. Île de la Tortue, шп. Isla Tortuga, Корњачино острво) је карипско острво у саставу републике Хаити уз северозападну обалу Хиспањоле. Површина острва је 180km² а број становника 2003. је износио 25.936. Током 17. века, острво је било једно од главних седишта карипског гусарства. Туризам и појављивање у многим књижевним и филмским остварењима су од острва учинили један од најпрепознатљивих делова Хаитија.